# داردان دريشاي
داردان دريشاي (بالنرويجية البوكمول: Dardan Dreshaj)‏ هو لاعب كرة قدم نرويجي، ولد في 4 أغسطس 1992 في ليفانغر في النرويج. لعب مع IF Fram Larvik ‏.

## وصلات خارجية
- داردان دريشاي على موقع اتحاد النرويج (النرويجية)
- داردان دريشاي على موقع قاعدة بيانات كرة القدم.إي يو (الإنجليزية)